# Bigotnost
Bigotnost či bigoterie je myšlení a jednání osoby, která tvrdošíjně a malicherně až netolerantně lpí na svých vlastních názorech a předsudcích. Zejména pokud projevuje netolerantnost či nevraživost vůči členům nějaké jiné (rasové nebo etnické) skupiny.

## Definice
Podle Mayerovy encyklopedie označuje bigotní "přehnaně a nereflektovaně pobožnou a přitom často k jiným postojům netolerantní osobu nebo postoj." Neznamená tedy religiozitu jako takovou, nýbrž úzkostlivé a přehnané dodržování jejích forem, často bez skutečné zbožnosti a mravní opravdovosti. Proto může mít blízko k pokrytectví a svatouškovství.
Podle Ottova slovníku je bigotní člověk, který "si příliš zakládá na vnějších projevech náboženských a menší příkazy náboženské úzkostlivě koná, ale nešetří vnitřní zbožnosti, důležitějších předpisů náboženských, jmenovitě spravedlnosti a lásky k bližnímu."

## Etymologie
Slovo bigot se vyskytovalo jako hanlivé označení Normanů už ve středověké francouzštině, ale jeho další původ není jasný. Podle jedněch je to zkomolenina z germánského bei Gott nebo bī God ‘při Bohu’, což může být podpořeno starofrancouzským goddam ‘Angličan’ (podle typické anglické kletby), podle jiných souvisí s názvem Vizigótů.